# Tongué
Tongué is een gemeente (commune) in de regio Ségou in Mali. De gemeente telt 7300 inwoners (2009).
De gemeente bestaat uit de volgende plaatsen:
- Kaladiola Bambara
- Kaladiola Peuhl
- Kourouba-Wèrè
- Madoumango
- Ngarbabougou
- Ngoena
- Niénémou
- Ouanana
- Tongué
- Toumou